# Histoires de rebelles
Histoires de rebelles est le vingt-huitième tome, et le seizième volume de la deuxième série, de La Grande Anthologie de la science-fiction, paru en 1984.
Préfacé par Jacques Goimard, l'ouvrage réunit dix-sept nouvelles publiées entre 1951 et 1973.
L'image de couverture de la seconde édition a été réalisée par Philippe Adamov; elle représente un robot-policier qui, dans un espace désertique, change le cerveau positronique d'un robot qui tentait, avec un arrosoir, d'arroser une fleur poussée entre les dalles d'un sol nu.

## Publication
- Gérard Klein (dir.), Histoires de rebelles, Le Livre de poche n°3813, Paris, 1984

## Extrait de la préface
«  (…) il faut sur ce point en revenir à Marcel Aymé : « Le mouvement de révolte qui soulève la conscience devant l'iniquité est une initiative de luxe, le privilège de gens qui ont une vue déjà cavalière de la vie et n'en éprouvent pas trop directement le scandale ». Au fond, le présent recueil ne dit pas tellement plus que ces auteurs tout classiques. Il le dit fortement, avec les vastes pouvoirs de l'imaginaire. Il extrapole. Si la révolte est signe de progrès, alors un supplément de révolte est révélateur d'un progrès qui s'accélère ; et l'avenir proche ou lointain ne peut s'énoncer qu'en termes de révolte et de totalitarisme, d'arrogance et d'humiliation. Les deux extrêmes. Le futur, c'est l'hallucination qui rôde en plein présent sous une forme diffuse et malaisée à cerner. Notre quotidien est fait de victoires et de défaites. Nous pouvons concevoir des défaites radicales et des ruptures absolues. Nous le pourrons toujours.  »
— Deux derniers paragraphes de la préface

## Liste des nouvelles

### Le Promeneur
- Titre original : The Pedestrian
- Auteur : Ray Bradbury

### Avènement sur la chaîne 12
- Titre original : The Advent on Channel 12
- Auteur : Cyril M. Kornbluth
- Nouvelle traduite de l'anglais par Catherine, initialement parue dans Star Science Fiction Stories en novembre 1958.
- Remarque : la nouvelle fait implicitement référence à Walt Disney et à ses créations (Mickey, Minnie, Disneyland, etc) et est rédigée comme un livre saint (« En ce temps-là » ; « et il advint que » ; « Qu'il en soit ainsi » ; « Et l'adoration monta vers lui » ; etc).
- Liens externes :
  - « Fiche » sur le site NooSFere
  - Selon iSFdb : liste des publications de la nouvelle
- Résumé : Dans une société en pleine décadence morale, les hommes des studios cinématographiques d'Hollywood ont créé Bébé Panda. Cette fausse idole prend le contrôle du pays, les gens n'étant plus capables de faire preuve du moindre acte de résistance face à l'oppression psychologique des médias.

### Le Sommet
- Titre original : The Top.
- Auteur : George Sumner Albee
- Remarque : dans la notice biographique en fin de volume, G. S. Albee (1905-1964) est présenté comme étant un « auteur météore » qui n'a fait qu'une seule apparition dans le monde de la science-fiction, et dont le souvenir serait perdu s'il n'avait retenu l'attention d'un anthologiste. Il a en fait écrit quatre romans et quelques nouvelles[1],[2].
- Nouvelle traduite de l'anglais par Michèle Santoire, initialement parue dans The Magazine of Fantasy & Science Fiction en aout 1962.
- Liens externes :
  - « Fiche » sur le site NooSFere
  - Selon iSFdb : liste des publications de la nouvelle
- Résumé : Jonathan Gerber travaille depuis 16 ans chez Allied, une grande entreprise de publicité et de marketing. Patiemment, il a fait son trou, travaillant correctement en étant apprécié de ses supérieurs. Il travaille au siège social, qui est entièrement logé dans un immeuble ayant une forme de pyramide. Il a gravi les échelons de la hiérarchie, montant parallèlement à l'intérieur des étages de la pyramide. Un jour, il est convoqué par le Directeur de la publicité, au 14e étage. Là, le directeur lui annonce qu'il va bientôt mourir et lui annonce que c'est lui, Gerber, qui va le remplacer. Gerber va donc devoir rencontrer le chef suprême de la société, M. Satherwaite, que peu de gens ont rencontré et qui travaille au quinzième étage, au sommet de la pyramide. Jonathan Gerber monte au dernier étage : comment est meublé le bureau du chef tout puissant ? quel pouvoir y réside ? Accédant au dernier étage, il découvre un lieu froid, sans âme, non meublé, sentant le moisi, contenant des gravas et des toiles d'araignées. Apparemment, personne ne travaille ni ne vit ici. Mais où est donc Satherwaite ? Pourquoi n'est-il pas là à l'attendre ? D'ailleurs, existe-t-il ? Alors qu'il prend le chemin de la descente, Jonathan se dit : « Ce n'est pas le moment de glisser et de tomber ; non, non, je ne dois pas glisser maintenant ».

### Pauvre Superman!
- Titre original : Poor Superman et Appointment in Tomorrow.
- Nouvelle de  Fritz Leiber, initialement parue dans Galaxy Science Fiction en juillet 1951.

### La Longue Marche des cornichons
- Titre en anglais : The Marching Morons.
- Nouvelle de Cyril M. Kornbluth, publiée en 1951, traduite en français par Dominique Haas. Elle a également été traduite sous le titre : Crétins en marche.

### À balancer!
- Titre original : The Drop
- Auteur : John Christopher
- Nouvelle traduite de l'anglais par Paul Hébert, initialement parue dans Galaxy Science Fiction en mars 1953.
- Liens externes :
  - « Fiche » sur le site NooSFere
  - Selon iSFdb : liste des publications de la nouvelle
- Résumé : Les Terriens ont colonisé les planètes et astéroïdes du système solaire, avant qu'une guerre atomique mondiale n'entraîne la mort de la quasi-totalité d'entre eux, laissant les survivants vivre sur une planète radioactive. Les humains vivant sur les autres planètes du système solaire ont donc continué l'expansion de l'espèce humaine vers d'autres mondes, sans plus se soucier de leur planète originelle. Mais des rebelles sont opposés à la gestion faite par les dirigeants. Et lorsqu'un de ces rebelles est arrêté, sa punition est simple : il est « balancé » sur Terre, comme on envoyait au XIXe siècle des condamnés au bagne. C'est ce qui se produit pour le capitaine Newsam, en qui l'on découvre un rebelle. Il est donc balancé sur Terre, en un lieu qui fut autrefois le New Hampshire. Et là il découvre que non seulement la planète n'est plus radioactive, mais que des humains balancés ont commencé à y vivre, grâce à l'élevage et au pâturage. Et sur cette planète, contrairement aux autres mondes du système solaire, on vit au grand air, sans être enfermé dans des bulles fermées et entre des parois métalliques.

### Aucun danger pour le chasseur
- Titre original : The Hunter at his case
- Auteur : Brian Aldiss
- Nouvelle traduite de l'anglais par Ronald Blunden, initialement parue dans Science Against Man en décembre 1970.
- Liens externes :
  - « Fiche » sur le site NooSFere
  - Selon iSFdb : liste des publications de la nouvelle
- Résumé : XXIe siècle. Pour supprimer les surplus d'êtres humains et assurer leur domination respective, de grands blocs d'États se font la guerre. On construit à tour de bras des armes diverses, et on installe des bases militaires pour y faire stationner soldats, armement et stations de surveillance. Lorsque des Américains s'installent sur une île de l'océan indien pour y construire une base militaire, les autochtones se révoltent. Mais leur rébellion sera de courte durée ; toute résistance est inutile et dérisoire. Et les Occidentaux, pour qui la guerre est devenue un loisir, aiment se détendre en tuant et chassant d'autres hommes, sans haine, ni pitié, ni remords. « Le chasseur sans vergogne ne compte jamais les cadavres qu'il laisse derrière lui ».

### Pourquoi ils ont envahi la Maison blanche
- Titre original : Why they mobbed the White House
- Auteur : Doris Pitkin Buck
- Nouvelle traduite de l'anglais par Frank Straschitz, initialement parue dans Orbit de juin 1968.
- Liens externes :
  - « Fiche » sur le site NooSFere
  - Selon iSFdb : liste des publications de la nouvelle
- Résumé : Hubert et Lila formaient un couple heureux. Néanmoins, début avril, Lila tomba malade, et ne put pas terminer de remplir les 73 pages de la déclaration des revenus du couple. Après une longue enquête fondée sur l'étude des statistiques et l'interview de nombreux psychologues et sociologues, Hubert en arriva à la conclusion que l'ensemble des habitants des États-Unis étaient plus ou moins malades, chaque année, en avril. Et cela était dû à la déclaration des revenus. Il se lança dans la politique avec un slogan très simple : ce seront les ordinateurs, désormais, qui établiront les déclarations des revenus des citoyens. En novembre suivant, il fut logiquement élu Président des États-Unis. Il mit en œuvre son programme électoral. Et lorsque les ordinateurs furent programmés à cette fin, tous les habitants du pays purent goûter le bonheur, en avril, d'être en pleine forme. Mais l'année suivante, les ordinateurs du pays firent quantité d'erreurs. Pourquoi ? Hubert, devant le Congrès, supposa que les ordinateurs étaient comme les humains : malades en raison de l'établissement des déclarations des revenus. Et si les ordinateurs étaient dotés de conscience, alors il fallait revenir à l'état antérieur : les Américains devraient peut-être se résoudre à refaire eux-mêmes leurs déclarations de revenus. Devant les caméras de télévision, on brancha un ordinateur géant, doté d'une sortie vocale. Et là, l'ordinateur prouva qu'il était malade, malade de ces déclarations de revenus. La lecture de la nouvelle se termine brusquement. On découvre que l'histoire qui nous a été racontée est relatée par une guide touristique qui fait visiter la capitale à ses clients dans un autobus. Le dernier paragraphe est : « Et maintenant, mesdames et messieurs, après avoir vu le site où se dressait jadis la Maison Blanche, nous allons poursuivre la visite de la ville. Notre prochain arrêt sera au Lincoln Memorial ». Le lecteur reste donc sur sa faim et sur des conjectures : comment fut résolu le problème ? pourquoi la Maison Blanche a disparu ? qui a pris, envahi, la Maison Blanche, et pour quel motif ? par quoi, ou qui, a-t-elle été remplacée ?

### La Loi anti-chiens de Cohen
- Titre en anglais : The Cohen Dog Exclusion Act.
- Nouvelle de Steven Schrader[Note 1], traduite en français par Frank Straschitz.

### «Repens-toi, Arlequin» dit Monsieur Tic-Tac
- Titre original : "Repent, Harlequin!" Said the Ticktockman
- Auteur : Harlan Ellison

### Au pays du sourire avec Franz
Ne doit pas être confondu avec Le Pays du fou rire.
- Titre original : Laugh along with Franz
- Auteur : Norman Kagan
- Nouvelle traduite de l'anglais par Frank Straschitz, initialement parue dans Galaxy Science Fiction en décembre 1965
- Liens externes :
  - « Fiche » sur le site NooSFere
  - Selon iSFdb : liste des publications de la nouvelle
- Résumé : Description d'un monde fou qui n'accepte plus les gens. Un monde défini en zones (« Zones économiquement défavorisées », « Zones émotionnellement troublées »). Un monde qui voit les jeunes diplômés ne pas trouver de travail, où la recherche spatiale bat son plein mais sans qu'un but soit défini précisément, où l'automatisation poussée à l'excès entraîne le licenciement de cohortes d'ouvriers. Les deux principaux partis politiques américains (parti républicain, parti démocrate), domiment le débat politique, mais l'émergence d'un mouvement nihiliste « Kafka » et la possibilité de choisir de s'exprimer politiquement par ce « Vote aliéné » chamboule tout. Les élections présidentielles ont lieu, et le jeune homme héros de la nouvelle, Michaël Zirkle, « ne fut pas trop surpris d'apprendre que Franz Kafka avait été élu président ».
- Remarques : 
  - la nouvelle fut publiée en France dans une traduction de Michel Deutsch en octobre 1969 et titrée Votez Kafka dans le magazine Galaxie no 65.
  - si le prénom « Franz » indiqué dans le titre fait référence à Franz Kafka dans la nouvelle, il existe aussi une opérette nommée Le Pays du sourire (VO : Das Land des Lächelns) jouée en 1923, dont l'auteur est un autre « Franz », en l'occurrence Franz Lehár. Ainsi le titre Au pays du sourire avec Franz peut autant faire référence à Kafka qu'à l'opérette du même titre de Franz Lehár.

### Prendre son pied avec Amaryllis
- Titre en anglais : To Sport with Amaryllis.
- Auteur : Richard Hill.
- Nouvelle traduite de l'anglais par Gérard Lebec, initialement parue dans Orbit no 7, juin 1970.
- Remarque : la nouvelle était initialement parue en français sous le titre Pour contenter Amaryllis dans Le Livre d'or de la science-fiction : Orbit sous le titre « Pour contenter Amaryllis ».
- Résumé : Harley et Amaryllis sont un couple de Californiens qui notamment vénèrent Andy Warhol. Ils vivent dans la contre-culture californienne et se moquent des vieilles valeurs conservatrices. Ils mangent, boivent, dorment, font l'amour dans la chaîne de magasins Lipschits, spécialisée dans le mode de vie révolté. On apprend dans les dernières lignes de la nouvelle que Lipschits est un homme tout ce qu'il y a de plus conservateur, qui manipule sans vergogne les prétendus et naïfs rebelles.
- Liens externes :
  - « Notice » sur le site NooSFere
  - Notice sur iSFdb (publications de la nouvelle)

### Lieuvert
- Titre en anglais : Greenplace
- Auteur : Tom Purdom
- Nouvelle traduite de l'anglais par Bruno Martin, initialement parue dans The Magazine of Fantasy & Science Fiction en novembre 1964.
- Liens externes :
  - « Fiche » sur le site NooSFere
  - Selon iSFdb : liste des publications de la nouvelle
- Résumé : Les États-Unis, dans un futur indéterminé. Les moyens de pression psychologique se sont développés de manière extraordinaire, entre découvertes de la psychanalyse, nouvelles drogues (dont la célèbre MST / mélasynchrotrinade) et pouvoirs mentaux. Nicholson veut faire une campagne électorale à Lieuvert (Greenplace), banlieue résidentielle et cossue du « huitième district électoral ». Toutefois ce district est sous la coupe du sinistre et indéboulonnable Boyd et de ses affidés, qui usent de tous les moyens de la psychologie pour ligoter mentalement les habitants de ce quartier et s'assurer de leur vote lors des élections. Nicholson, dès son arrivée, se fait interpeller par la police. Puis il se fait insulter par les habitants du quartier, avant de manquer de se faire lyncher. Il s'échappe par miracle. La campagne électorale sera beaucoup plus compliquée que celle à laquelle il s'attendait ! Il faudra du temps et du courage pour la mener à bien…

### Le Boomerang
Pour les articles homonymes, voir Boomerang (homonymie).
- Titre en anglais : How the Whip Came Back
- Auteur : Gene Wolfe
- Nouvelle traduite de l'anglais par Jean Bailhache, initialement parue dans Orbit 6 en mars 1970.
- Liens externes :
  - « Fiche » sur le site NooSFere
  - Selon iSFdb : liste des publications de la nouvelle
- Résumé : Dans un futur indéterminé, en Suisse, Miss Bushnan est présidente d'une organisation non gouvernementale qui a la qualité d'observateur auprès de l'ONU. Ce jour-là, son secrétaire-robot Sal lui annonce que le Pape désire la voir. Elle reçoit donc le Pape Honorius V chez elle. On apprend à ce sujet que la religion catholique va mal : 100 000 croyants seulement dans le monde. Le Pape arrive ; ils discutent. Elle reçoit un appel téléphonique. L'organisation qu'elle préside acceptera-t-elle le projet soumis par les États-Unis à l'ONU de considérer tous les condamnés à des peines d'emprisonnement (et ces condamnés coûtent drôlement cher à la collectivité sans rien lui rapporter !) comme des esclaves, qui seraient envoyés chez des particuliers pour purger leur peine en travaillant gratuitement ? Elle hésite. On lui fait remarquer que son époux, actuellement incarcéré et qu'elle aime plus que tout au monde, pourrait revenir vivre à la maison. Elle accepte… Le Pape, qui a assisté à cette conversation téléphonique, lui dit que pour sa part, l'Église refusera cette proposition d'esclavage moderne, même si ce refus ne servira à rien. Après le départ de l'homme d'église, Miss Bushnan se prend à rêver : « Elle voyait Brad derrière elle, nu jusqu'à la taille, des menottes de bronze autour des poignets. Rien que du bronze massif, avec peut-être ici et là une touche d'argent. Sal veillerait à ce qu'il polisse ça régulièrement. Elle s'entendait dire à ses amies : Sal l'oblige à les polir. Je lui dis que s'il ne le fait pas, je le renverrai - bien entendu je plaisante. »

### Le Pugiliste
- Titre original : The Pugilist
- Auteur : Poul Anderson
- Nouvelle traduite de l'anglais par René Lathière, initialement parue dans The Magazine of Fantasy & Science Fiction en novembre 1973.
- Liens externes :
  - « Fiche » sur le site NooSFere
  - Selon iSFdb : liste des publications de la nouvelle
- Résumé : États-Unis, dans un futur indéterminé du XXIe siècle. Une guerre a eu lieu entre les États-Unis et l'URSS : cette dernière a gagné et les américains sont devenus communistes. On parle désormais de la « République populaire des États-Unis ». Dowling fait partie d'un groupe de résistants au communisme, les « décaturistes », en référence à l'aventurier américain Stephen Decatur. Néanmoins, il est découvert par la police politique, et n'a plus guère le choix : le commissaire politique Mannix lui déclare que, soit il dénonce - et trahit - ses anciens amis rebelles et sera pardonné, soit il est envoyé au Goulag, tout comme sa fille et sa femme Bonnie (avec qui il se dispute assez fréquemment depuis quelques mois). Dowling accepte donc de collaborer avec le pouvoir communiste. Il parvient à contacter le chef des rebelles décaturistes, un homme charismatique nommé Sotomayor. Il l'exécute d'un coup de laser dans la tête et s'enfuit. Peu de temps avant d'être tué, Sotomayor, qui a compris le sort qu'il allait subir, a expliqué à Dowling qu'il était comme un Pugiliste de la Rome antique : un esclave devenu gladiateur et qui tue sans haine, ni remords, ni pitié. Retourné auprès de la police politique, désormais libre et honoré, Dowling apprend qu'en guise de récompense il va faire un voyage à Moscou, et s'en trouve très satisfait. Son seul problème est que ses ennuis conjugaux avec Bonnie perdurent.

### La Révolte masculiniste
- Titre en anglais : The Masculinist Revolt.
- Nouvelle humoristique de science-fiction écrite par William Tenn, traduite en français par Paul Alpérine.

### Paul et son arbre
- Titre en anglais : Paul's Treehouse
- Auteur : Gene Wolfe
- Nouvelle traduite de l'anglais par Jean Bailhache, initialement parue dans Orbit 5 en 1969.
- Liens externes :
  - « Fiche » sur le site NooSFere
  - Selon iSFdb : liste des publications de la nouvelle
- Résumé : Les nouvelles diffusées par la télévision sont déprimantes, voire inquiétantes : des bandes violentes se battent aux alentours entre elles ; la plus menaçante et la plus féroce est celle des Nazis d'Amérique. Pour échapper à l'emprise de ces tristes nouvelles, le jeune Paul a construit une petite cabane de scout en haut d'un arbre : de là-haut, les nouvelles des adultes paraissent lointaines. Le père de Paul, Morris, s'étonne que l'enfant ait migré dans l'arbre, et l'incite, avec l'aide du voisin, à descendre. Néanmoins, un escadron de nazis débarque soudainement, envahit la maison, casse tout et violente Morris. Paul envoie des cailloux sur les assaillants, mais il est trop loin du sol et son action reste dérisoire.